# Röthengrund
Das Naturschutzgebiet Röthengrund liegt im Landkreis Sonneberg in Thüringen. Es erstreckt sich nordöstlich des Kernortes Frankenblick entlang der Röthen. Im nördlichen Bereich durchquert die Landesstraße L 2657 das Gebiet, östlich verläuft die L 1148. Das 31 ha große Naturschutzgebiet Leierloch erstreckt sich nördlich.

## Bedeutung
Das 114,2 ha große Gebiet mit der NSG-Nr. 351 wurde im Jahr 1996 unter Naturschutz gestellt. 